# Chip Hale
Walter William « Chip » Hale (né le 2 décembre 1964 à San Jose, Californie, États-Unis) est un instructeur et ancien joueur de baseball.
Hale évolue dans les Ligues majeures durant 7 saisons, entre 1989 et 1997. Il passe six d'entre elles chez les Twins du Minnesota, où il est joueur de deuxième but, de troisième but et frappeur désigné.
Il est manager des Diamondbacks de l'Arizona en 2015 et 2016.

## Carrière de joueur
Joueur des Wildcats d'université d'Arizona est choisi en 17e ronde du repêchage amateur de 1987 par les Twins du Minnesota. Il passe la presque totalité de sa carrière de joueur avec cette franchise. Hale dispute son premier match dans le baseball majeur le 27 août 1989. Après 28 parties pour Minnesota en fin d'année, il passe 3 ans entièrement en ligues mineures, à l'exception d'un match des Twins en 1990. Il rejoint ensuite le club comme réserviste de 1993 à 1996, jouant un sommet en carrière de 85 matchs au cours de cette dernière année. Sa carrière prend fin en 1997 après 14 parties pour les Dodgers de Los Angeles.
En 333 matchs dans les majeures, Chip Hale compte 159 coups sûrs, 27 doubles, un triple, 7 circuits, 78 points produits et 62 points marqués. Sa moyenne au bâton en carrière se chiffre à ,277.
Chip Hale est mêlé à un jeu insolite célèbre : encore joueur de ligues mineures le 27 mai 1991 à Portland, il est le joueur de l'équipe des Beavers de la Ligue de la côte du Pacifique qui frappe une balle vers le voltigeur des Canadians de Vancouver, Rodney McCray. Ce dernier poursuit la balle, n'interrompt jamais sa course et passe à travers la clôture du champ droit du Civic Stadium, la détruisant par la même occasion. Maintes fois jouée à la télévision, cette séquence impliquant Hale et McCray apparaît sur un montage de jeux inusités qui fait partie de la collection du musée du Temple de la renommée du baseball.

## Carrière d'entraîneur

### Ligues mineures
De 2000 à 2002 et de 2004 à 2006, Chip Hale est gérant d'équipes des ligues mineures affiliées aux Diamondbacks de l'Arizona de la MLB. En 2001, il est nommé gérant de l'année de la Pioneer League et gérant de l'année au niveau Recrues des ligues mineures selon Baseball America pour son travail chez l'Ospery de Missoula, qu'il dirige deux ans. En 2002, il est gérant des Diablos d'El Paso, le club-école Double-A des Diamondbacks.
Les saisons 2004 à 2006 se passent au niveau AAA chez les Sidewinders de Tucson. Hale détient le record d'équipe des Sidewinders avec un pourcentage de victoires de ,540 sur 3 saisons et un total de 233 matchs gagnés, plus que tout autre gérant ayant dirigé le club. En 2006, il les mène au titre de la Ligue de la côte du Pacifique avec la meilleure fiche de leur histoire : 91 succès contre 53 défaites.
Les équipes que Chip Hale a dirigées dans les ligues mineures ont gagné 405 de leurs 723 matchs, pour un pourcentage de victoires de ,561 en six saisons.

### Ligues majeures
Hale est instructeur au troisième but et instructeur des joueurs d'avant-champ chez les Diamondbacks de l'Arizona de 2007 à 2009, puis instructeur de troisième but chez les Mets de New York en 2010 et 2011. Après la saison 2010, Hale est un candidat au poste de gérant des Mets après le congédiement de Jerry Manuel, mais le club choisit finalement Terry Collins.
En octobre 2011, il rejoint son ancien collègue, l'ex-gérant des Diamondbacks Bob Melvin, qui a accepté un poste similaire chez les A's d'Oakland. Hale est instructeur de banc, donc adjoint de Melvin, durant 3 saisons à Oakland.
Quelques années après avoir été sur les rangs pour un poste de gérant des Mets, Hale est pressenti à l'automne 2013 comme possible gérant chez les Mariners de Seattle, puis un an plus tard il est brièvement candidat à la succession de Ron Gardenhire comme pilote des Twins du Minnesota,.
Le 13 octobre 2014, Chip Hale devient le nouveau gérant des Diamondbacks de l'Arizona. Engagé en prévision de la saison 2015, il est la 8e personne à occuper ce poste au sein de la franchise, incluant deux brefs intérims. Il hérite de la pire équipe du baseball majeur en 2014. Les Diamondbacks venaient de congédier leur gérant Kirk Gibson vers la fin d'une saison de 98 défaites. Il remporte sa première victoire à son second match à la barre des Diamondbacks, le 7 avril 2015 contre les Giants de San Francisco. Les Diamondbacks terminent en milieu de peloton de la division Ouest de la Ligue nationale en 2015, troisièmes avec une fiche de 79 victoires et 83 défaites sous la direction de Hale. En 2016, les Diamondbacks dont 4e de leur division et régressent avec 69 victoires et 93 défaites. En deux années à la barre des D-Backs, le club a une fiche de 148-176 pour une pourcentage de victoires de ,457 sous les ordres de Chip Hale.
Le 3 octobre 2016, les Diamondbacks congédient Hale et le directeur général Dave Stewart.
Hale est nommé instructeur au troisième but des Athletics d'Oakland pour la saison 2017.
Le 9 novembre 2017, Chip Hale est engagé comme instructeur de banc, adjoint au gérant Dave Martinez, chez les Nationals de Washington.